# Michael McShane
Michael McShane, detto Mike (Boston, 25 giugno 1955), è un attore, cantante e doppiatore statunitense.

## Filmografia parziale

### Attore

#### Cinema
- Robin Hood - Principe dei ladri (Robin Hood: Prince of Thieves), regia di Kevin Reynolds (1991)
- Richie Rich - Il più ricco del mondo (Richie Rich), regia di Donald Petrie (1994)
- Le avventure di Tom Sawyer e Huck Finn (Tom and Huck) regia di Peter Hewitt (1995)
- Impiegati... male! (Office Space), regia di Mike Judge (1999)

#### Televisione
- E.R. - Medici in prima linea (ER) - serie TV, 1 episodio (1996)
- NCIS - Unità anticrimine (NCIS) - serie TV, episodio 20x03 (2022)

### Doppiatore
- Balto (1995)
- A Bug's Life - Megaminimondo (1998)
- Cenerentola e gli 007 nani (2007)

## Doppiatori italiani
Nelle versioni in italiano delle opere in cui ha recitato, Michael McShane è stato doppiato da:
- Rodolfo Bianchi in Robin Hood - Principe dei ladri
- Roberto Pedicini in Richie Rich - Il più ricco del mondo
- Bruno Alessandro in NCIS: Los Angeles
- Renato Cortesi in NCIS - Unità anticrimine
- Roberto Draghetti in Robin Hood - Principe dei ladri (ridoppiaggio)

Da doppiatore è sostituito da:
- Enrico Pallini e Franco Mannella in A Bug's Life - Megaminimondo
- Massimiliano Manfredi in Il pianeta del tesoro
- Pasquale Anselmo in Cenerentola e gli 007 nani